# De Volta à Inocência
De Volta a Inocência é o segundo álbum de estúdio da banda Quatro por Um, lançado em 2004. Apresentando uma sonoridade pop rock com letras congregacionais, a obra recebeu elogios da crítica especializada. Há a participação de Fernandinho na música "Preciso de Ti". O encarte da obra foi produzido por Edson Lopes e as fotos foram registradas por Sérgio Menezes.
O álbum foi eleito o 75º melhor disco da década de 2000, de acordo com lista publicada pelo Super Gospel.
Por vender mais de 125 mil cópias, recebeu disco de Platina da ABPD..

## Faixas
1. "Diante de Ti"
2. "De Volta à Inocência"
3. "Vim Para Adorar-Te"
4. "Me Amou"
5. "Ir Mais Além"
6. "Preciso de Ti"
7. "Tua Presença Em Mim"
8. "Há Um Futuro"
9. "Isaías 53"
10. "Cavarei Um Pouco Mais"
11. "Não Tenho Pressa"
12. "Te Agradeço"
13. "Eu Tenho Sede"
14. "Palavra"